# Долен-Еневец
Долен-Еневец (болг. Долен Еневец) — село в Болгарии. Находится в Великотырновской области, входит в общину Велико-Тырново. Население составляет 0 человек.

## Политическая ситуация
Долен-Еневец подчиняется непосредственно общине и не имеет своего кмета.
Кмет (мэр) общины Велико-Тырново — Румен Рашев (независимый) по результатам выборов.